# Giang Hạ

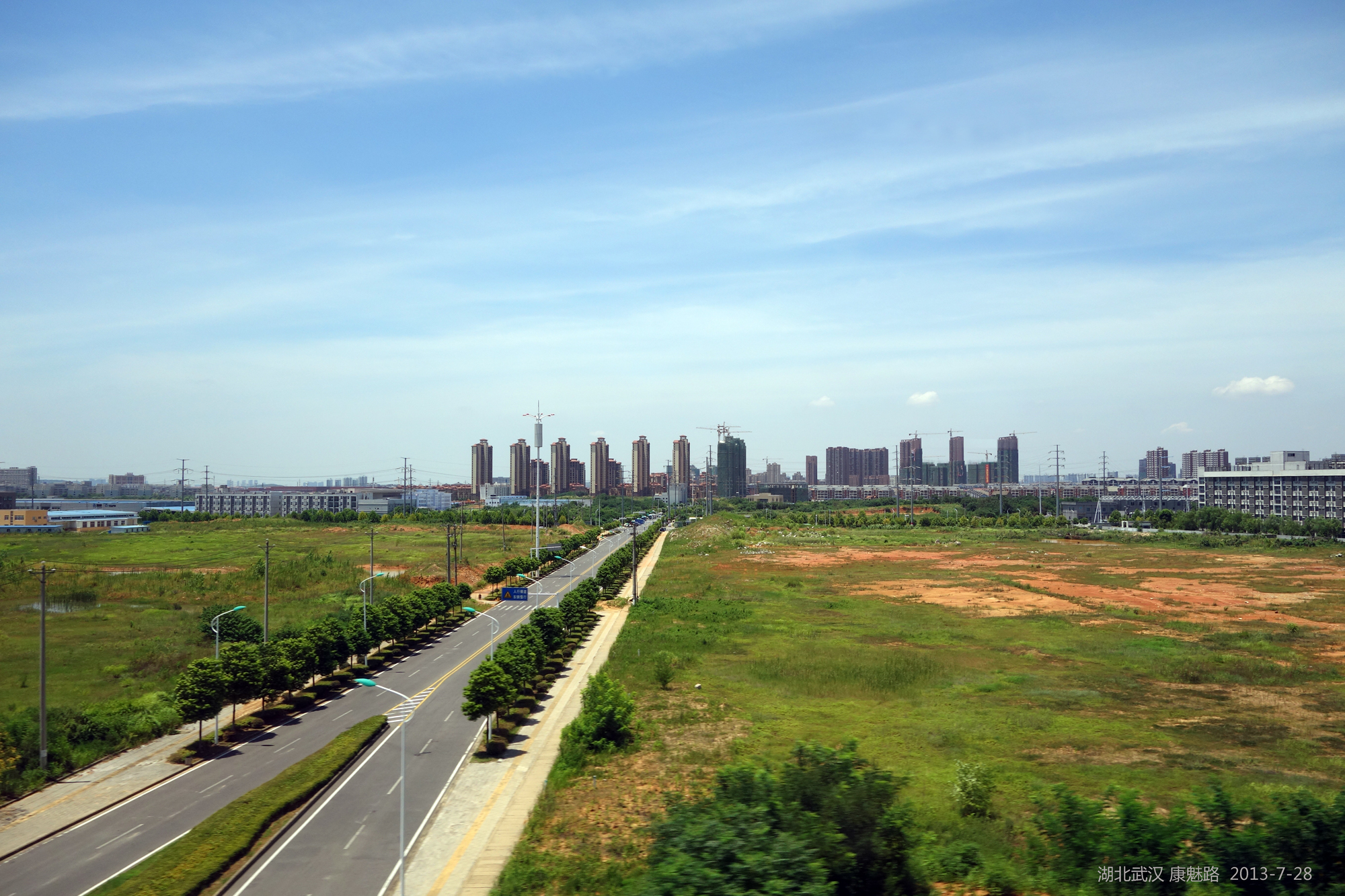
Hình ảnh Thành phố Giang Hà

Giang Hạ (tiếng Trung: 江夏区, Hán Việt: Giang Hạ khu) là một quận của thành phố Vũ Hán (武汉市), thủ phủ tỉnh Hồ Bắc, Cộng hòa Nhân dân Trung Hoa. Giang Hạ có diện tích 2014 km², dân số năm 2004 là 650.000 người. Quận Giang Hạ được chia ra thành 5 nhai đạo, 5 trấn và 2 hương.